# Aharon Katzir
Pour les articles homonymes, voir Katzir.
Aharon Katzir, né Aharon Katchalsky le 15 septembre 1913 à Łódź et mort le 30 mai 1972 à Tel Aviv, est un pionnier israélien dans l'étude de l'électrochimie des biopolymères.

## Biographie

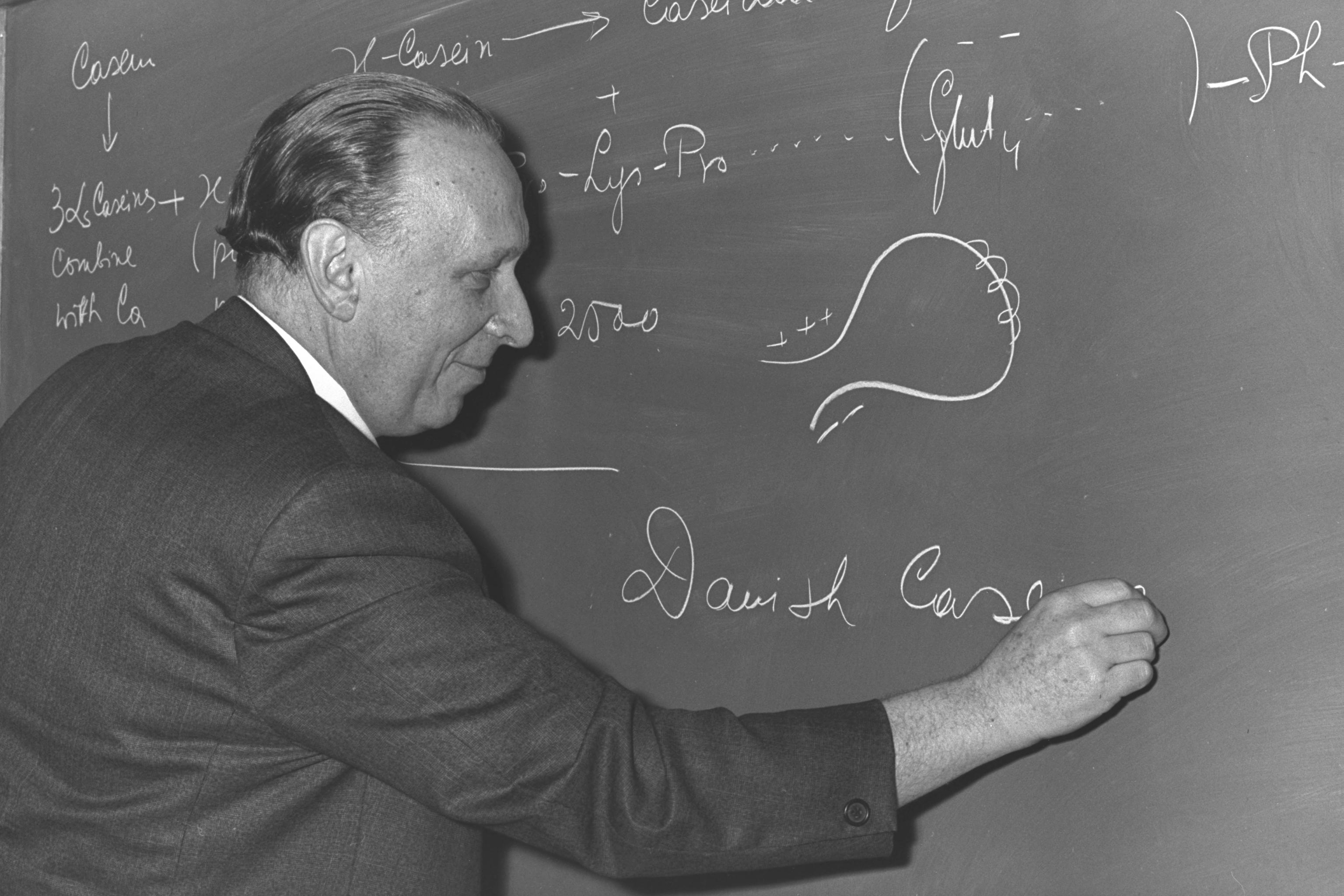
Aharon Katzir en 1969.

Aharon Katsir, renommé  pour ses recherches sur la robotique, devient une autorité intellectuelle au sein de la Commission israélienne de l'énergie atomique. Ses recherches se déroulent à l'Institut Weizmann et à Dimona. En 1947-1948, il dirige avec son frère Ephraïm l’unité de l’institut Weizman qui préparait des opérations de guerre biologique contre les Arabes de Palestine. Il reçoit le prix Israël en 1961. Il est tué dans le massacre de l'aéroport de Lod.
Son frère, Ephraïm Katzir, est le quatrième président d'Israël.

## Postérité
Le cratère lunaire Katchalsky est nommé en sa mémoire.